# Nicolet (district électoral)
Nicolet est un ancien district électoral provincial du Québec.

## Liste des députés

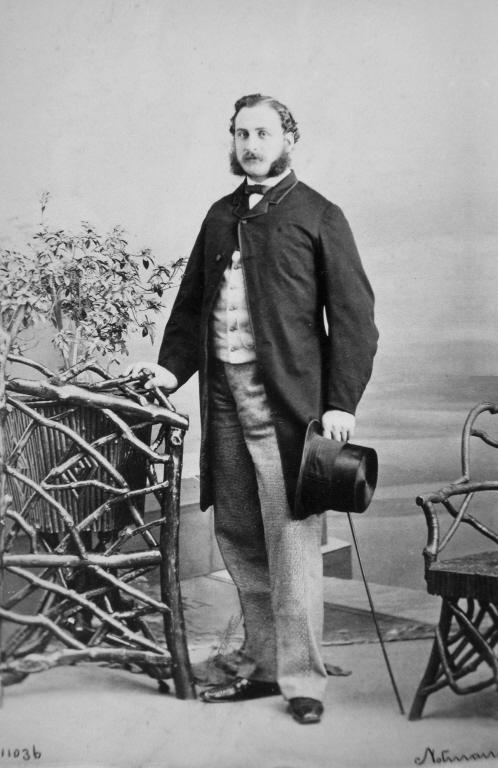
Louis Beaubien député de 1892-1897 et un des fondateurs de la ville d'Outremont

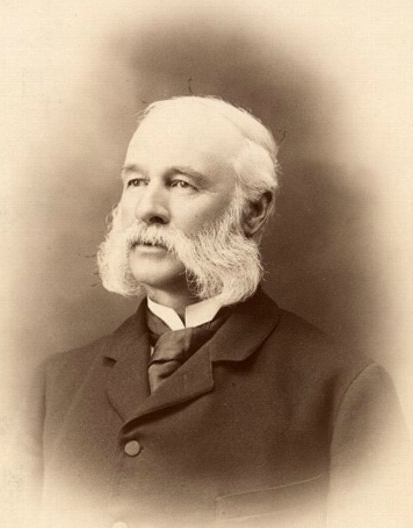
George Ball, député de 1897-1900, Maire de Nicolet de 1885-1893 et de 1985-1907

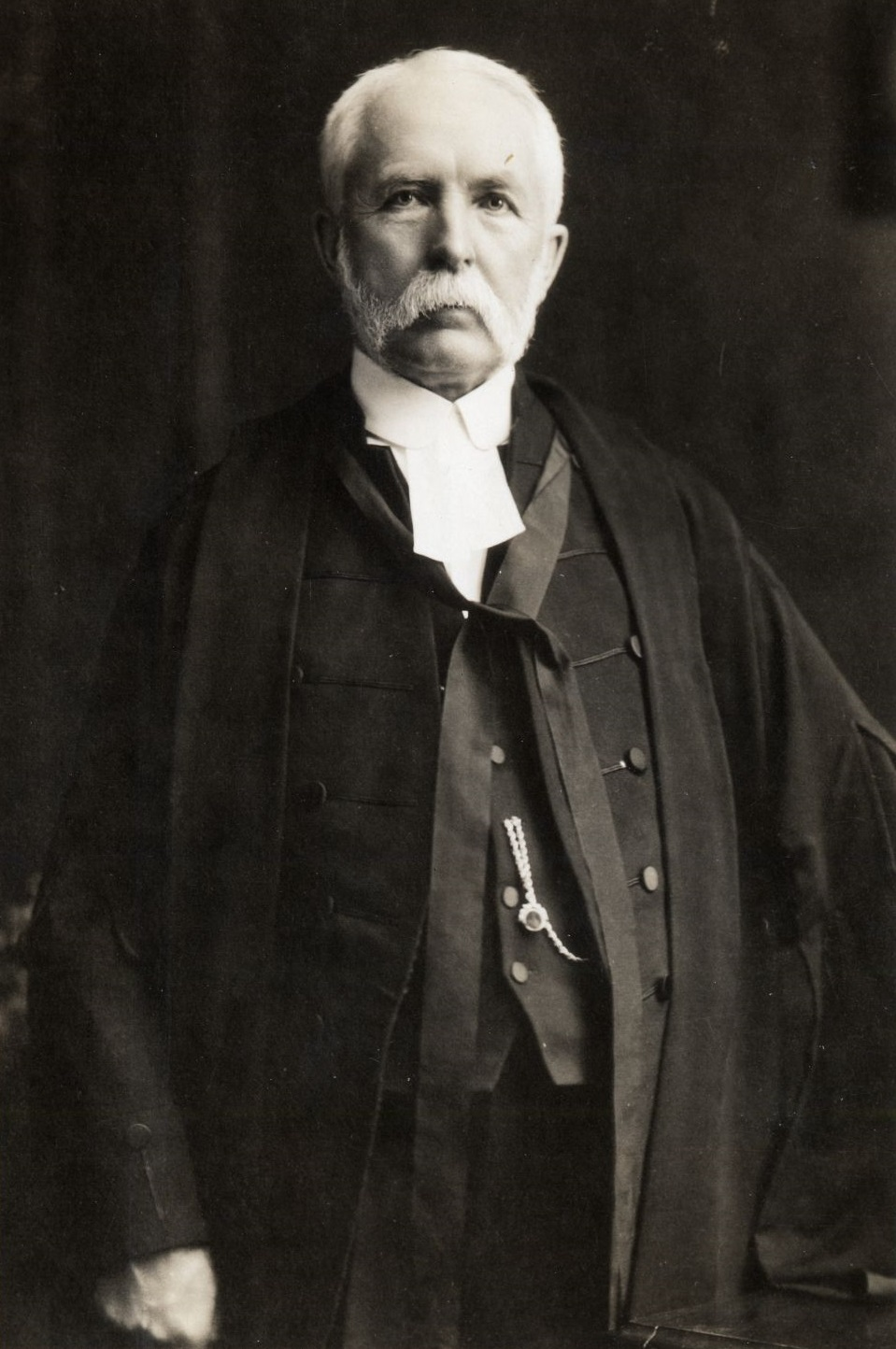
Edmund James Flynn, Premier ministre du Québec de 1896-1897

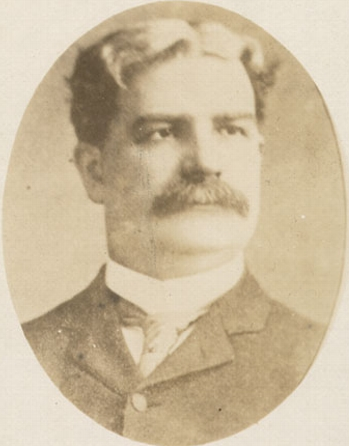
Charles Ramsay Devlin, député de 1907-1912, aussi député à la Chambre des communes à Ottawa et de Grande-Bretagne

| Années | Années    | Député                       | Parti                    |
| ------ | --------- | ---------------------------- | ------------------------ |
|        | 1867-1871 | Joseph Gaudet                | Conservateur             |
|        | 1871-1875 | François-Xavier-Ovide Méthot | Conservateur             |
|        | 1875-1876 | François-Xavier-Ovide Méthot | Conservateur             |
|        | 1876-1878 | Charles-Édouard Houde        | Conservateur             |
|        | 1878-1881 | Charles-Édouard Houde        | Conservateur             |
|        | 1881-1883 | Charles-Édouard Houde        | Conservateur             |
|        | 1883-1886 | Louis-Trefflé Dorais         | Conservateur-Indépendant |
|        | 1886-1888 | Louis-Trefflé Dorais         | Conservateur-Indépendant |
|        | 1888-1890 | Honoré Brunelle Tourigny     | Conservateur             |
|        | 1890-1892 | Joseph-Victor Monfette       | National                 |
|        | 1892-1897 | Louis Beaubien               | Conservateur             |
|        | 1897-1900 | Georges Ball                 | Conservateur             |
|        | 1900-1904 | Edmund James Flynn           | Conservateur             |
|        | 1904-1907 | Alfred Marchildon            | Libéral                  |
|        | 1907-1908 | Charles Ramsay Devlin        | Libéral                  |
|        | 1908-1912 | Charles Ramsay Devlin        | Libéral                  |
|        | 1912-1913 | Charles Ramsay Devlin        | Libéral                  |
|        | 1913-1916 | Arthur Trahan                | Libéral                  |
|        | 1916-1917 | Arthur Trahan                | Libéral                  |
|        | 1917-1919 | Joseph-Alcide Savoie         | Libéral                  |
|        | 1919-1923 | Joseph-Alcide Savoie         | Libéral                  |
|        | 1923-1927 | Joseph-Alcide Savoie         | Libéral                  |
|        | 1927-1931 | Joseph-Alcide Savoie         | Libéral                  |
|        | 1931-1933 | Joseph-Alcide Savoie         | Libéral                  |
|        | 1933-1935 | Alexandre Gaudet             | Libéral                  |
|        | 1935-1936 | Alexandre Gaudet             | Libéral                  |
|        | 1936-1939 | Émery Fleury                 | Union nationale          |
|        | 1939-1944 | Henri-Napoléon Biron         | Libéral                  |
|        | 1944-1948 | Émery Fleury                 | Union nationale          |
|        | 1948-1952 | Émery Fleury                 | Union nationale          |
|        | 1952-1956 | Camille Roy                  | Union nationale          |
|        | 1956-1960 | Camille Roy                  | Union nationale          |
|        | 1960-1962 | Camille Roy                  | Union nationale          |
|        | 1962-1966 | Germain Hébert               | Libéral                  |
|        | 1966-1970 | Clément Vincent              | Union nationale          |
|        | 1970-1973 | Clément Vincent              | Union nationale          |